# 原坦山
原 坦山（はら たんざん、俗名：新井良作、文政2年10月18日（1819年12月5日）- 明治25年（1892年）7月27日）は、幕末・明治期における仏教学者・曹洞宗の僧。諱は覚仙。号は鶴巣。

## 経歴

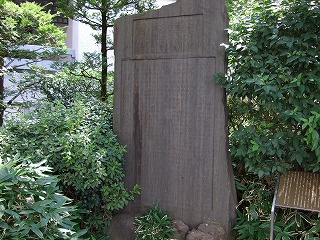
駒澤大学内原坦山老師の碑

陸奥国磐前郡磐城平藩の藩士新井勇輔の長男として生まれる。15歳で昌平坂学問所に入って儒学・医術を学んだが、旃檀林（後の駒澤大学）にて講義を行った際、武蔵大宮山東光寺第２８世大中京璨との論争をきっかけに20歳（または26歳）のとき、大中京璨の師の実山栄禅（江戸浅草橋場・總泉寺住持）に就いて出家。三河国青眼寺、宇治興聖寺で修行を重ね、風外本高の下で悟りを開き、帰京後、すでに遷化していた栄禅に代わって、大中京璨の法を嗣いだ。

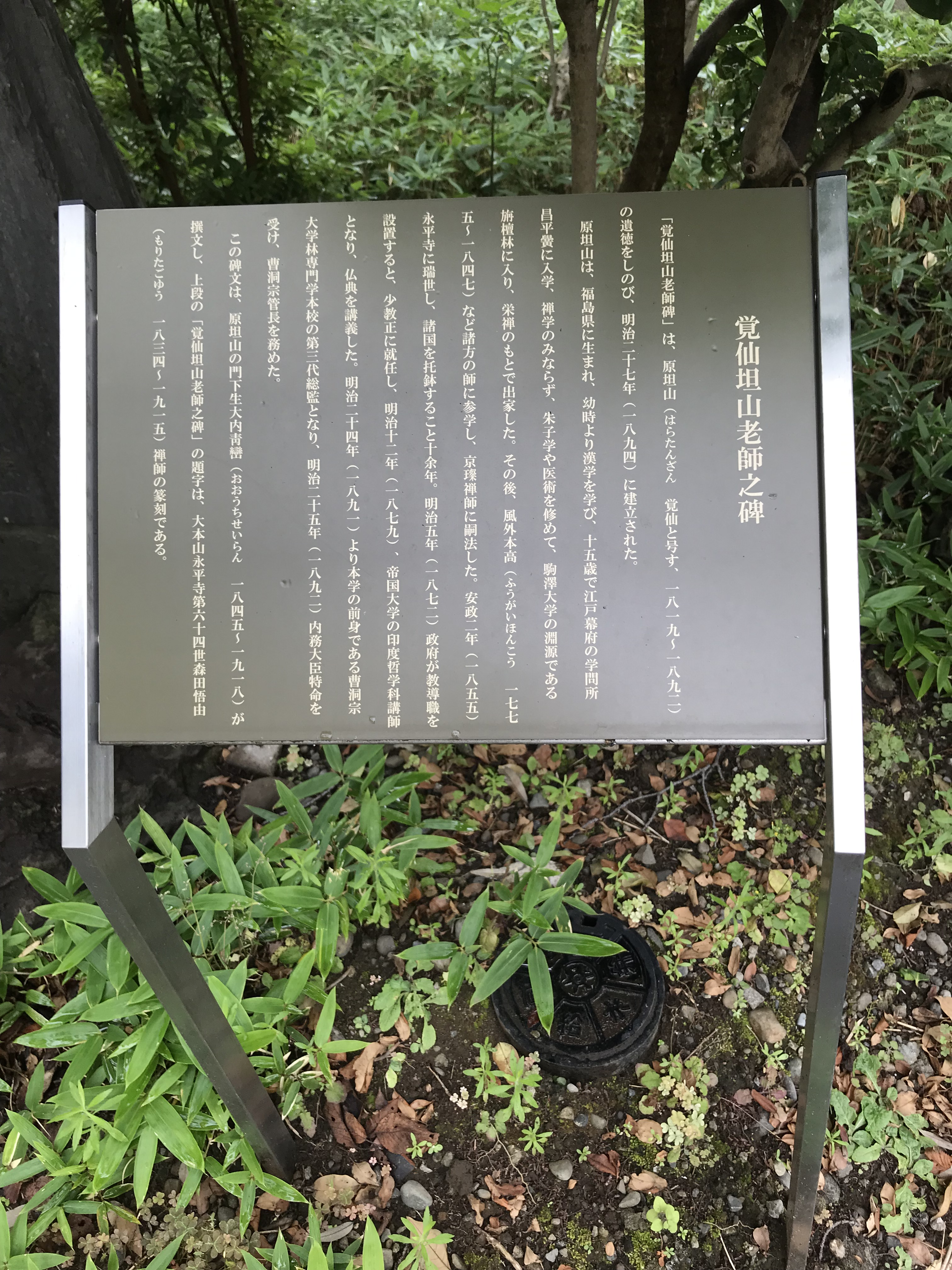
覚仙坦山老師之碑　説明板　駒澤大学構内　曹洞宗管長就任は誤り

1856年京都白川の心性寺、結城の長徳院の住職を歴任した後、1872年に教部省から教導職の大講義に任命される。1874年に出版条例違反により免職となり、僧籍を失う。その後、浅草で易者として生計を立てる。曹洞宗僧籍を喪った期間、原坦山は宗外から高い評価を得ている。浄土真宗本願寺派の大谷光尊（明如上人）の推薦で築地本願寺での講義を委嘱されたり、仏仙社（仏教と仙道の普及団体）を設立している。
1879年に東京帝国大学綜理（総長に相当）の加藤弘之の求めに応じて、同大学印度哲学科【当時は和漢文学科のちに「印度及ビ支那哲学」講座】の最初の科外科目「仏書講義」講師となる。翌1880年に曹洞宗に復帰し、最乗寺住職に就任。1885年に僧侶で初めての東京学士会院の会員となる。1891年に曹洞宗大学林（現駒澤大学）総監となる。大本山永平寺と大本山總持寺との宗内抗争による宗内行政の機能不全（能本山分離独立運動事件1889～1894年）も一因となり、1892年5月内務省特命により曹洞宗事務取扱（臨時代行の事務総長に相当）に就任する。原は局外中立でどちらかに特別に肩入れした介入を行った形跡は見られない。ほどなく、1892年7月に体調を崩し同月27日遷化・逝去。享年73。

## 人物・逸話
坦山は学問に厳しかったが、権威を嫌う豪放磊落な自由人らしい逸話も多い。
- 酒好きであり、仏前でも意に介さず飲んだ。戒律に厳しい釈雲照が訪ねて来た時、坦山は酒を勧めたが釈は「いけない」と断った。すると、坦山は「酒も飲まんようなものは人間じゃない！」と放言した。釈が「人間でなければ何者か」と返すと、「仏さまじゃ」と答えた[5]。
- 服装に頓着せず、本堂をどてら姿でうろうろしたり、洋服の上から袈裟を着けることもあった。法衣を着るように促されると「法衣はもともと中国の衷服だ。衷服が何になる！」と一喝した[5]。
- 死の寸前、自分で自分の死亡通知の葉書を親友知己一人ひとりに書き、全て書き終えた30分後に眠るように亡くなった[5]。
- 原坦山の僧の修行時代。諸方の善知識を求めて周遊していた際、狭い悪道を歩いていた少女を助けるために、それを抱えて足場の良いところへ移してあげた。それを見た同行の僧侶が「僧侶にあるまじき破廉恥」となじるのを　坦山は平然として「君はまだかの少女を（こころに）抱いていたのか？　わたしはその時限りなのに」と言い返した[10]
- 原坦山が大雄山最乗寺の住職中。仏前で肉鍋をつついたり、洋服に袈裟を掛けたりなど、その破天荒な行動が周囲から心配されていた。ある時、その侍僧がたまりかねて「さようなことではご信用が墜ちてしまいます」と諫言したところ、原坦山は呵々大笑して「この坦山はイツ信用を得たものか」（得ぬ信用を墜とす心配はない）とまったく意にかえさなかった[11]
- 能本山分離独立運動事件に際して曹洞宗事務取扱の職にあった際、中立というよりは無頓着の風であった。分離派の者が来て届出書類への捺印を求めればすぐさま押し、非分離派の者が来て求めればやはり押した。結果、内務省で両派が書類を示して対決したものの、どちらにも事務取扱の承認印が押してあり、両派ともに顔を見合わせて呆然となった。関係者は毒気を抜かれ、怒るどころか大いに感心したという。
- 原坦山は、最晩年、自身の死期を覚り、「即刻臨終」の旨の死亡通知を書いた。その後泰然として没したという[12]

## 著書[13]
- 『大乗起信論両訳勝義』
- 『無明論』
- 『心識論』
- 『老婆新説』
- 『脳脊異體論』
- 『惑病同源論』
- 『心性実験録』

## 思想と人格
1. 伝統的な漢学を素養として、合理的な知見による科学としての仏教・道義哲学としての仏教を追究した
2. 当時の仏教界とくに曹洞宗教団とその僧侶については、かなりはやい段階から批判的な立場に立っていた
3. 東西の医学を学んでいたこともあり、実験と実証を重んじ、強烈な自負心にもかかわらず、合理的に誤りがあれば、あえて自説を撤回することも厭わなかった
4. 近代的合理性に裏づけられた哲学としての仏教を追究するが、文献の扱いがきわめて厳密であり、伝統的な曹洞宗の宗学にも明るい
5. とかく奇行・逸話に富んだ特異な行実が目立つが、その背景には堅固な学問素養にもとづいた自由な教養人の側面もあった[14]

## 弟子
- 大内青巒[15]